# Noorwegen op de Olympische Winterspelen 1964
Tijdens de Olympische Winterspelen van 1964, die in Innsbruck (Oostenrijk) werden gehouden, nam Noorwegen voor de negende keer deel.

## Medailleoverzicht
| Sport              | Olympiër          | Discipline         | Medaille |
| ------------------ | ----------------- | ------------------ | -------- |
| Noordse combinatie | Tormod Knutsen    | mannen             | Goud     |
| Schaatsen          | Knut Johannesen   | 5000 m (m)         | Goud     |
| Schansspringen     | Toralf Engan      | grote schans (m)   | Goud     |
| Langlaufen         | Harald Grønningen | 15 km (m)          | Zilver   |
| Langlaufen         | Harald Grønningen | 30 km (m)          | Zilver   |
| Schaatsen          | Alv Gjestvang     | 500 m (m)          | Zilver   |
| Schaatsen          | Fred Anton Maier  | 10.000 m (m)       | Zilver   |
| Schaatsen          | Per Ivar Moe      | 5000 m (m)         | Zilver   |
| Schansspringen     | Toralf Engan      | normale schans (m) | Zilver   |
| Biatlon            | Olav Jordet       | 20 km (m)          | Brons    |
| Schaatsen          | Villy Haugen      | 1500 m (m)         | Brons    |
| Schaatsen          | Knut Johannesen   | 10.000 m (m)       | Brons    |
| Schaatsen          | Fred Anton Maier  | 5000 m (m)         | Brons    |
| Schansspringen     | Torgeir Brandtzæg | normale schans (m) | Brons    |
| Schansspringen     | Torgeir Brandtzæg | grote schans (m)   | Brons    |

## Deelnemers en resultaten

### Alpineskiën
| Olympiër           | Discipline       | Resultaat | Prestatie                        |
| ------------------ | ---------------- | --------- | -------------------------------- |
| Arild Holm         | afdaling (m)     | 38e       | 2.31,32 (+13,16)                 |
| Arild Holm         | reuzenslalom (m) | 21e       | 1.55,72 (+9,01)                  |
| Arild Holm         | slalom (m)       | 35e       | 2.29,91 (+18,78) 1.21,14+1.08,77 |
| Jon Terje Øverland | afdaling (m)     | 32e       | 2.29,74 (+11,58)                 |
| Jon Terje Øverland | reuzenslalom (m) | 20e       | 1.55,51 (+8,80)                  |
| Jon Terje Øverland | slalom (m)       | 29e       | 2.24,84 (+13,71) 1.19,16+1.05,68 |
| Per Martin Sunde   | reuzenslalom (m) | 23e       | 1.56,77 (+10,06)                 |
| Per Martin Sunde   | slalom (m)       | 16e       | 2.18,36 (+7,23) 1.14,23+1.04,13  |
|                    |                  |           |                                  |
| Fredrikke Eger     | afdaling (v)     | 36e       | 2.05,10 (+9,71)                  |
| Fredrikke Eger     | reuzenslalom (v) | 33e       | 2.08,62 (+16,38)                 |
| Fredrikke Eger     | slalom (v)       | dnf-2     | opgave run 2                     |
| Liv Jagge          | afdaling (v)     | 29e       | 2.04,07 (+8,68)                  |
| Liv Jagge          | reuzenslalom (v) | 29e       | 2.02,98 (+10,74)                 |
| Liv Jagge          | slalom (v)       | 7e        | 1.36,38 (+6,52) 47,67+48,71      |
| Astrid Sandvik     | reuzenslalom (v) | 21e       | 2.00,74 (+8,50)                  |
| Astrid Sandvik     | slalom (v)       | dq-1      | diskwalificatie run 1            |

### Biatlon
| Olympiër       | Discipline | Resultaat | Prestatie                              |
| -------------- | ---------- | --------- | -------------------------------------- |
| Olav Jordet    | 20 km (m)  | Brons     | 1:24.38,8 (+4.12,0) pen.: 1 (0-0-0-1)  |
| Ragnar Tveiten | 20 km (m)  | 4e        | 1:25.52,5 (+5.25,7) pen.: 3 (1-1-0-1)  |
| Jon Istad      | 20 km (m)  | 11e       | 1:29.24,8 (+8.58,0) pen.: 3 (1-0-1-1)  |
| Ola Wærhaug    | 20 km (m)  | 22e       | 1:34.38,0 (+14.11,2) pen.: 5 (2-1-2-0) |

### Kunstrijden
| Olympiër           | Discipline | Resultaat | Prestatie                |
| ------------------ | ---------- | --------- | ------------------------ |
| Anne Karin Dehle   | vrouwen    | 28e       | pc. 248,0; 1571,9 punten |
| Berit Unn Johansen | vrouwen    | 30e       | pc. 265,0; 1524,9 punten |

### Langlaufen
| Olympiër                                                       | Discipline            | Resultaat | Prestatie                                                   |
| -------------------------------------------------------------- | --------------------- | --------- | ----------------------------------------------------------- |
| Ole Ellefsæter                                                 | 15 km (m)             | 25e       | 55.10,8 (+4.16,7)                                           |
| Ole Ellefsæter                                                 | 30 km (m)             | dnf       | opgave                                                      |
| Ole Ellefsæter                                                 | 50 km (m)             | 8e        | 2:47.45,8 (+3.53,2)                                         |
| Harald Grønningen                                              | 15 km (m)             | Zilver    | 51.34,8 (+0.40,7)                                           |
| Harald Grønningen                                              | 30 km (m)             | Zilver    | 1:32.02,3 (+1.11,6)                                         |
| Harald Grønningen                                              | 50 km (m)             | 6e        | 2:47.03,6 (+3.11,0)                                         |
| Magnar Lundemo                                                 | 15 km (m)             | 8e        | 51.55,2 (+1.01,1)                                           |
| Einar Østby                                                    | 15 km (m)             | 15e       | 52.52,2 (+1.58,1)                                           |
| Einar Østby                                                    | 30 km (m)             | 8e        | 1:32.54,6 (+2.03,9)                                         |
| Einar Østby                                                    | 50 km (m)             | 7e        | 2:47.20,6 (+3.28,0)                                         |
| Sverre Stensheim                                               | 30 km (m)             | 11e       | 1:33.12,3 (+2.21,6)                                         |
| Sverre Stensheim                                               | 50 km (m)             | 5e        | 2:45.47,2 (+1.54,6)                                         |
| Magnar Lundemo Erling Steineidet Einar Østby Harald Grønningen | 4x10 km estafette (m) | 4e        | 2:19.11,9 (+0.37,3) (35.04,8 / 34.48,3 / 34.19,8 / 34.59,0) |
|                                                                |                       |           |                                                             |
| Babben Enger                                                   | 5 km (v)              | 18e       | 19.26,5 (+1.36,0)                                           |
| Babben Enger                                                   | 10 km (v)             | 31e       | 48.43,8 (+8.19,5)                                           |
| Ingrid Wigernæs                                                | 5 km (v)              | 15e       | 19.17,0 (+1.26,5)                                           |
| Ingrid Wigernæs                                                | 10 km (v)             | 12e       | 43.38,0 (+3.13,7)                                           |

### Noordse combinatie
| Olympiër       | Discipline | Resultaat | Prestatie                                                                                            |
| -------------- | ---------- | --------- | --- |
| Tormod Knutsen | mannen     | Goud      | 469,28 punten schans: 238,9 p 120,8 (74,0 m)+118,1 (72,0 m)+110,2 (65,0 m) 15 km: 230,38 p (50.58,6) |
| Arne Larsen    | mannen     | 5e        | 430,63 punten schans: 198,3 p 96,5 (64,0 m)+101,8 (64,5 m)+81,2 (61,0 m) 15 km: 232,33 p (50.49,6)   |
| Arne Barhaugen | mannen     | 6e        | 425,63 punten schans: 191,3 p 95,7 (64,0 m)+91,6 (62,5 m)+95,6 (60,0 m) 15 km: 234,33 p (50.40,4)    |
| Bjørn Wirkola  | mannen     | 11e       | 413,54 punten schans: 217,2 p 101,9 (65,0 m)+101,0 (67,0 m)+115,3 (68,0 m) 15 km: 196,34 p (53.51,9) |

### Rodelen
| Olympiër                                | Discipline | Resultaat | Prestatie                                        |
| --------------------------------------- | ---------- | --------- | ------------------------------------------------ |
| Rolf Greger Strøm                       | mannen     | 4e        | 3.31,21 (+4,44) (52,60 / 52,81 / 52,62 / 53,18)  |
| Mogens Christensen                      | mannen     | 14e       | 3.37,67 (+10,90) (54,43 / 55,00 / 53,80 / 54,44) |
| Jan-Axel Strøm                          | mannen     | 19e       | 3.41,98 (+15,21) (55,78 / 55,27 / 55,15 / 55,78) |
| Christian Hallén-Paulsen Jan-Axel Strøm | dubbel     | 10e       | 1.47,82 (+6,20) (52,52 / 55,30)                  |
| Mogens Christensen Rolf Greger Strøm    | dubbel     | dnf       | opgave                                           |

### Schaatsen
| Olympiër         | Discipline   | Resultaat | Prestatie       |
| ---------------- | ------------ | --------- | --------------- |
| Nils Aaness      | 1500 m (m)   | 16e       | 2.14,6 (+4,3)   |
| Hroar Elvenes    | 500 m (m)    | 10e       | 41,4 (+1,3)     |
| Ivar Eriksen     | 1500 m (m)   | 6e        | 2.12,2 (+1,9)   |
| Alv Gjestvang    | 500 m (m)    | Zilver    | 40,6 (+0,5)     |
| Villy Haugen     | 500 m (m)    | 8e        | 41,1 (+1,0)     |
| Villy Haugen     | 1500 m (m)   | Brons     | 2.11,2 (+0,9)   |
| Knut Johannesen  | 5000 m (m)   | Goud      | 7.38,4          |
| Knut Johannesen  | 10.000 m (m) | Brons     | 16.06,3 (+16,2) |
| Fred Anton Maier | 5000 m (m)   | Brons     | 7.42,0 (+3,6)   |
| Fred Anton Maier | 10.000 m (m) | Zilver    | 16.06,0 (+15,9) |
| Per Ivar Moe     | 5000 m (m)   | Zilver    | 7.38,6 (+0,2)   |
| Per Ivar Moe     | 10.000 m (m) | 13e       | 16.47,1 (+57,0) |
| Magne Thomassen  | 500 m (m)    | 21e       | 42,0 (+1,9)     |
| Magne Thomassen  | 1500 m (m)   | 9e        | 2.12,5 (+2,2)   |

### Schansspringen
| Olympiër           | Discipline         | Resultaat | Prestatie                                                 |
| ------------------ | ------------------ | --------- | --------------------------------------------------------- |
| Torgeir Brandtzæg  | normale schans (m) | Brons     | 222,9 punten 98,8 (73,0 m)+112,6 (79,0 m)+110,3 (78,0 m)  |
| Torgeir Brandtzæg  | grote schans (m)   | Brons     | 227,2 punten 109,1 (92,0 m)+113,2 (90,0 m)+114,0 (87,0 m) |
| Toralf Engan       | normale schans (m) | Zilver    | 226,3 punten 112,1 (79,0 m)+112,3 (78,5 m)+114,0 (79,0 m) |
| Toralf Engan       | grote schans (m)   | Goud      | 230,7 punten 114,7 (93,5 m)+116,0 (90,5 m)+88,9 (73,0 m)  |
| Hans Olav Sørensen | normale schans (m) | 8e        | 208,6 punten 106,0 (76,0 m)+99,5 (73,5 m)+102,6 (74,5 m)  |
| Bjørn Wirkola      | grote schans (m)   | 16e       | 204,1 punten 99,2 (85,0 m)+104,9 (85,0 m)+99,2 (78,0 m)   |
| Torbjørn Yggeseth  | normale schans (m) | 14e       | 203,4 punten 99,0 (73,5 m)+104,4 (77,0 m)+97,7 (76,0 m)   |
| Torbjørn Yggeseth  | grote schans (m)   | 28e       | 195,5 punten 96,7 (85,0 m)+98,8 (82,0 m)+91,4 (74,0 m)    |

### IJshockey
| Olympiër | Discipline | Resultaat | Prestatie |
| --- | ---------- | --------- | --- |
| Egil Bjerklund Olav Dalsøren Bjørn Elvenes Erik Fjeldstad Tor Gundersen Jan Erik Hansen Svein Norman Hansen Einar Bruno Larsen Thor-Erik Lundby Thor Martinsen Øystein Mellerud Kåre Østensen Frank Olafsen Per Skjerwen Olsen Christian Petersen Georg Smefjell Jan Roar Thoresen | mannen     | 10e       | kwalificatieronde: 1 - 5 Noorwegen - Zwitserland B-groep (9e-16e plaats): 3 - 4 Noorwegen - Japan 2 - 4 Noorwegen - Polen 9 - 2 Noorwegen - Italië 6 - 1 Noorwegen - Hongarije 4 - 2 Noorwegen - Roemenië 8 - 2 Noorwegen - Oostenrijk 8 - 4 Noorwegen - Joegoslavië |

Argentinië · Australië · België · Bulgarije · Canada · Chili · Denemarken · Duits eenheidsteam · Finland · Frankrijk · Griekenland · Groot-Brittannië · Hongarije · IJsland · India · Iran · Italië · Japan · Joegoslavië · Libanon · Liechtenstein · Mongolië · Nederland ·  Noord-Korea · Noorwegen · Oostenrijk · Polen · Roemenië · Sovjet-Unie · Spanje · Tsjecho-Slowakije · Turkije · Verenigde Staten · Zuid-Korea · Zweden · Zwitserland